# Lamprocystis
Lamprocystis is een geslacht van weekdieren uit de  familie van de Clausiliidae.

## Soorten
- Lamprocystis (Avarua) subcicercula (Garrett, 1881)
- Lamprocystis (Avarua) venosa (Pease, 1866)
- Lamprocystis excrescens (Mousson, 1870)